# Ganggesteente (geologie)
| Ganggesteente (geologie)         | Ganggesteente (geologie)         | Ganggesteente (geologie)         | Ganggesteente (geologie)         | Ganggesteente (geologie)         |
| Indeling der stollingsgesteenten | Indeling der stollingsgesteenten | Indeling der stollingsgesteenten | Indeling der stollingsgesteenten | Indeling der stollingsgesteenten |
| -------------------------------- | -------------------------------- | -------------------------------- | -------------------------------- | -------------------------------- |
|                                  | % SiO2                           | uitvloeings- gesteente           | gang- gesteente                  | diepte- gesteente                |
| felsisch                         | >~70                             | ryoliet                          | granofier                        | graniet                          |
| felsisch                         | ~70-63                           | daciet                           | granodioriet                     | granodioriet                     |
| intermediair                     | 63-52                            | andesiet                         | dioriet                          | dioriet                          |
| mafisch                          | 52-45                            | basalt                           | doleriet                         | gabbro                           |
| ultramafisch                     | <45                              | komatiiet                        | peridotiet                       | peridotiet                       |

Ganggesteente of gangmineraal (Engels: hypabyssal rocks) is in de geologie een stollingsgesteente dat niet diep onder het aardoppervlak is gestold (dieptegesteente), en niet aan het oppervlak (uitvloeiingsgesteente), maar ertussenin. Het is niet mogelijk om daarbij een specifieke diepte te definiëren; het gaat vooral om de textuur van het gesteente.
Er is geen absolute definitie van wat een ganggesteente en wat een dieptegesteente genoemd wordt, maar over het algemeen worden gesteenten waarin de kristallen makkelijk te onderscheiden zijn (groter dan 1 mm), dieptegesteenten genoemd.
De bekendste ganggesteenten zijn het felsische granofier en het mafische doleriet. Ook pegmatiet wordt soms tot de ganggesteenten gerekend, ondanks de zeer grote kristallen.

## Vorming
Het verschil met dieptegesteente en uitvloeiingsgesteente is de diepte waarop kristallisatie van de mineralen plaatsvindt. Belangrijk is daarbij dat het magma zodanig langzaam afkoelt, dat in het gesteente kristallen van een redelijke grootte gevormd worden. Dit geeft een ganggesteente een afanitische textuur.
In gebieden waar bepaalde armen van een magma geïsoleerd raken van veel aanvoer, maar nog warm genoeg om kristalgroei te bevorderen, worden pegmatieten gevormd. Deze ganggesteenten kennen een grote verscheidenheid aan mineralen en mineraalgroottes, door de verschillende temperaturen waarbij de mineralen uitkristalliseren.

## Voorkomen
Ganggesteenten kunnen ontsloten raken bij tektonische opheffing (uplift). De ganggesteenten doleriet en granofier worden doorgaans aangetroffen als tussenniveau tussen de extrusieve varianten, respectievelijk basalt en ryoliet en de intrusieven gabbro en graniet. Meestal komen ganggesteenten voor als dikes of sills.